# Presagio triste
Presagio triste è il secondo romanzo della scrittrice giapponese Banana Yoshimoto del 1988, edito in Italia dal 2003.

## Trama
La storia ha come protagonista la giovane Yayoi, che apparentemente vive una vita felice e senza grandi problemi, ma qualcosa la turba profondamente. Decide quindi di andar a stare per un po' di tempo dalla zia Yukino, insegnante di musica, che vive in una casa singolare, triste e disordinata. Yayoi trova serenità nell'ambiente opposto a quello in cui viveva prima ma un giorno Yukino scompare e Yayoi comincerà a cercarla. Alla ricerca si aggiunge il fratello Tetsuo, per il quale la ragazza prova più di un amore fraterno, e un ragazzo di nome Masahiko.

## Edizioni
- Banana Yoshimoto, Presagio triste, traduzione di Giorgio Amitrano, Feltrinelli, 2003,  pp. 127, cap. 28.